# Йотинген ин Байерн
Йотинген ин Байерн (на немски: Oettingen in Bayern; Oettingen i.Bay.) е град в регион Швабия в Бавария, Германия с 5107 жители (към 31 декември 2016).
Намира се на 29 km северозападно от Донаувьорт, и на 14 km североизточно от Ньордлинген. Градът е няколго века главен град на Графство Йотинген.
- Дворецът Йотинген с църквата Св. Якоб (2016)
- Кметството в Йотинген
- Марктплац в Йотинген (юли 2009)